# Clostridium pasteurianum
Il Clostridium pasteurianum è una specie di batterio appartenente alla famiglia delle Clostridiaceae.